# Луцій Корнелій Лентул Нігер
Луцій Корнелій Лентул Нігер (лат. Lucius Cornelius Lentulus Niger, 101 до н. е. — 56 до н. е.) — політичний діяч Римської республіки.

## Життєпис
Походив з патриціанського роду Корнеліїв Лентулів. Син Луція Лентула, претора 89 року до н. е.
У 70 році до н. е. призначено фламіном Марса. У 62 році до н. е. обіймав посаду претора. У 61 році до н. е. як субскриптор звинуватив Публія Клодія у паплюженні таїнств Доброї Богині. У 59 році до н. е. був звинувачений Луцієм Веттієм в участі у змові з метою вбивства Гнея Помпея. Проте звинувачення не було доведено. Програв консульські вибори на 58 рік до н. е. Напочатку 56 року до н. е. був одним із суддів у справі Сестія. Проте раптово помер.

## Родина
Дружина — Публіція
- Луцій Корнелій Лентул
- Публій Корнелій Лентул